# Aeroporto La Florida (Colômbia)
O Aeroporto La Florida (em castelhano:  Aeropuerto La Florida) (IATA: TCO, ICAO: SKCO) é um aeroporto colombiano localizado a 4 km do centro da cidade de Tumaco, no departamento de Nariño.

## Companhias Aéreas e Destinos
| Companhias        | Cidades               | Aliança       |
| ----------------- | --------------------- | ------------- |
| Avianca 1 destino | Doméstico (1): Cáli   | Star Alliance |
| Satena 1 destino  | Doméstico (1): Bogotá | N/A           |